# ديفيد أبوت (لاعب)
ديفيد أبوت (8 يونيو 1934 في المملكة المتحدة - 5 مارس 2016 في نيوزيلندا) (بالإنجليزية: David Abbott)‏ هو لاعب كريكت نيوزلندي.